# Luitpold bajor királyi herceg
Luitpold (teljes nevén Luitpold Károly József Vilmos, németül: Luitpold Karl Joseph Wilhelm; Würzburg, Bajor Királyság, 1821. március 12. – München, Bajor Királyság, 1912. december 12.), a Wittelsbach-házból származó bajor királyi herceg, I. Lajos bajor király és Terézia Sarolta szász–hildburghauseni hercegnő fia, aki a Bajor Királyság régense 1886-tól unokaöccse, II. Lajos helyett, majd az ő halálát követően az uralkodásra képtelen I. Ottó alatt. Liberális kormányzósága alatt az ország felvirágzott, München Európa egyik kulturális központjává vált. Huszonhat évig tartó régensségét „Bajorország aranykorának” is nevezik. Habsburg–Toscanai Auguszta Ferdinanda főhercegnővel való házasságából származó fia, III. Lajos volt az utolsó bajor király.

## Származása
I. Lajos bajor király (1786–1868) és felesége Terézia Sarolta Lujza szász-hildburghauseni hercegnő, bajor királyné (1792–1854) harmadik fia volt. Nyolc testvére volt:
- Miksa királyi herceg (1811–1864), a későbbi II. Miksa bajor király, aki 1842-ben Mária Friderika porosz királyi hercegnőt (1825–1889) vette feleségül.
- Matild Karolina királyi hercegnő (1813–1862), aki 1833-ban III. Lajos hessen-darmstadt-rajnai nagyherceghez (1806–1877) ment feleségül.
- Ottó királyi herceg (1815–1867), a későbbi I. Ottó görög király, aki 1836-ban Amália oldenburgi hercegnőt (1818–1875) vette feleségül.
- Teodolinda Sarolta Lujza királyi hercegnő (1816–1817), kisgyermekkorban meghalt.
- Luitpold bajor királyi herceg (1821–1912), Bajorország régense, aki 1844-ben Habsburg–Toscanai Auguszta Ferdinanda főhercegnőt (1825–1864) vette feleségül.
- Adelgunda Auguszta királyi hercegnő (1823–1914), aki 1842-ben V. Ferenc modenai herceghez (Habsburg-Modenai Ferenc osztrák főherceghez, 1819–1875) ment feleségül.
- Hildegárd Lujza bajor királyi hercegnő (1825–1864), aki 1844-ben Albert Frigyes osztrák főherceg (1817–1895) felesége lett.
- Alexandra Amália királyi hercegnő (1826–1875), a müncheni és würzburgi királyi Szent Anna apácakolostorok főnökasszonya és apátnője, írónő.
- Adalbert Vilmos királyi herceg (1828–1875), aki 1856-ban Amália Filippa del Pilar spanyol infánsnőt (1834–1905) vette feleségül.

## Régenssége

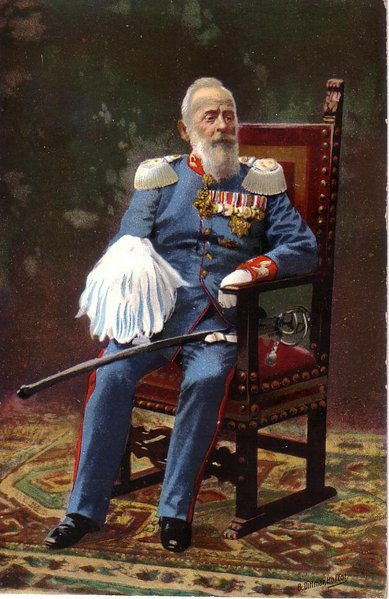
Luitpold a 90. születésnapján

Katonai pályára lépett, Ausztria oldalán harcolt a Poroszország elleni héthetes háborúban (1866). Unokaöccsének, II. Lajosnak utolsó éveiben ő volt a helyettese, és amikor nyilvánvalóvá vált, hogy elmezavara miatt Lajos képtelen a kormányzásra, Luitpold régensherceggé lépett elő. Ezt a hivatalt töltötte be másik unokaöccse, a szintén mentális zavarban szenvedő Ottó uralkodása alatt is.
Gondoskodó régensi szerepe és liberális elveinek következetes alkalmazása hamarosan széles néprétegek elismerését vívta ki, bár régenssé választásakor pletykák terjedtek arról, hogy valójában ő ölette meg unokaöccsét, Lajost. Népszerűségét növelte, hogy legelső intézkedései között volt II. Lajos kastélyainak megnyitása a közönség előtt.
Az 1906-os választási reformok és a miniszteri felelősség bevezetése a legdemokratikusabb kormányzatú német királysággá tette Bajorországot. Bár fenntartásai voltak II. Vilmos politikájával szemben, Luitpold szigorúan hű maradt a német kormányhoz. 1912-ben bekövetkezett halála után fia, Lajos lett a régens, majd III. Lajos néven az utolsó bajor király. Luitpold herceget a müncheni Szent Kajetán templomban (Theatinerkirche) temették el.

## Művészetpártoló király
München Luitpold támogatásával virágzásnak indult és kulturális központtá fejlődött. A régensherceg sok művésszel állt baráti kapcsolatban, s bőkezűen költött kulturális és művészeti célokra. Ő alapította a Künstlerhaust, ahol a művészek találkozhattak és kiállításokat tarthattak.
1891-ben megalapította a müncheni Luitpold Gymnasiumot.

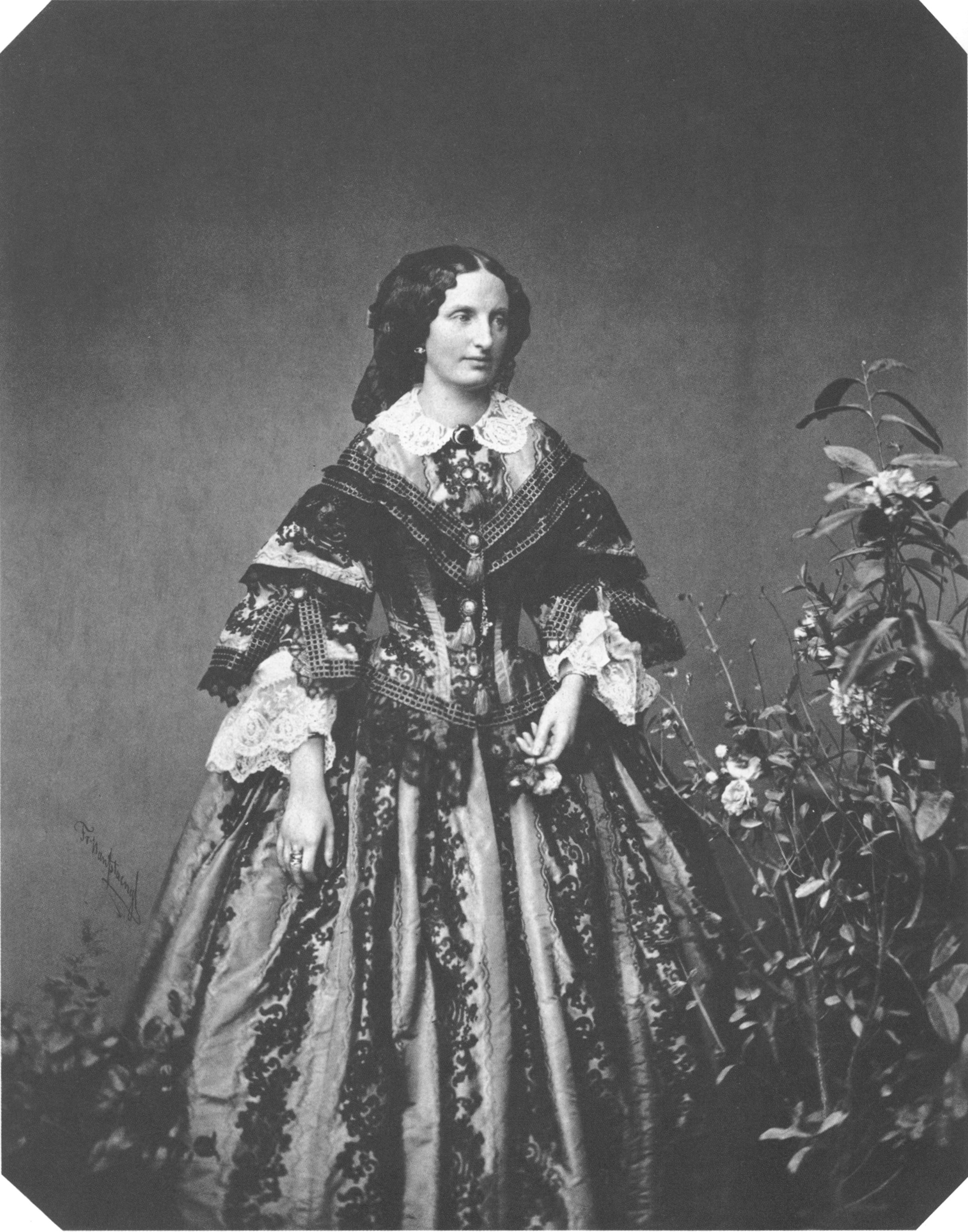
Luitpold felesége, Auguszta Ferdinanda főhercegnő.

## Családja
1844. április 15-én, Firenzében feleségül vette Habsburg–Toscanai Auguszta Ferdinanda főhercegnőt (1825–1864), II. Lipót toszkánai nagyherceg és Mária Anna Karolina szász királyi hercegnő leányát. Luitpold apja, I. Lajos király erősen ellenezte fia házasságát, mivel Auguszta Ferdinanda főhercegnőn már megmutatkoztak a tuberkulózis első látható tünetei. A házasságból négy gyermek született:
- III. Lajos (1845–1921), Bajorország utolsó királya.
- Lipót Miksa királyi herceg (1846–1930), aki I. Ferenc József és Erzsébet királyné leányát, Gizella főhercegnőt vette feleségül.
- Terézia Sarolta királyi hercegnő (1850–1925) írónő, a Bajor Tudományos Akadémia tiszteletbeli tagja, a Müncheni Egyetem doktora.
- Arnulf Ferenc József királyi herceg (1852–1907), aki Terézia liechtensteini hercegnőt vette feleségül. Egy fiuk született, Henrik Lipót herceg (1884–1916), aki az első világháborúban esett el.

## Emléke
Sok utcát (Prinzregentenstraße vagy Luitpoldstraße) és épületet neveztek el róla. Az ő nevét viseli a müncheni Prinzregententheater és Luitpoldarena, valamint a nürnbergi Luitpoldhalle. Ezenkívül egy torta is az ő emlékét idézi: Prinzregententorte.

## Fordítás
- Ez a szócikk részben vagy egészben  a   Luitpold, Prince Regent of Bavaria című angol Wikipédia-szócikk fordításán alapul.  Az eredeti cikk szerkesztőit annak laptörténete sorolja fel. Ez a jelzés csupán a megfogalmazás eredetét és a szerzői jogokat jelzi, nem szolgál a cikkben szereplő információk forrásmegjelöléseként.